# Леди против Рикки Бахла
«Леди против Рикки Бахла» (англ. Ladies vs Ricky Bahl) — индийская романтическая комедия, снятая режиссёром Манишем Шарма. Продюсером картины выступил Адитья Чопра. Дебютный фильм Паринити Чопры, за который она получила Filmfare Award за лучшую дебютную женскую роль.

## Сюжет
Райна Парулекар стала жертвой мошенника, обманувшего её компанию на 12 миллионов рупий. После её заявления по телевидению её находят ещё две девушки, также потерявшие деньги по вине того же парня. Вместе они решают отплатить обидчику той же монетой и нанимают для этого одну предприимчивую особу, которая способна «развести» любого и продать даже сломанный холодильник.

## В ролях
- Анушка Шарма — Ишика Десаи / Ишика Патель
- Ранвир Сингх — Санни Сингх / Девен Шах / Икбал Хан / Викрам Таппар / Диего Ваз / Рикки Бахл
- Паринити Чопра — Димпл Чаддха
- Дипаннита Шарма — Райна Парулекар
- Адити Шарма — Сайра Рашид